# Detektiv Conan – Der tickende Wolkenkratzer
Detektiv Conan – Der tickende Wolkenkratzer (japanisch 名探偵コナン 時計じかけの摩天楼, Meitantei Konan: Tokei Jikake no Matenrō) ist der erste Kinofilm zur Manga- und Animeserie Detektiv Conan aus dem Jahr 1997.
In Deutschland erschien der Film am 3. September 2007 bei Kazé Anime auf DVD. Die deutsche Erstausstrahlung fand am 3. und 4. Januar 2011 als Zweiteiler bei RTL II statt.

## Handlung
Daizo Kurokawa, der Besitzer eines Krankenhauses wurde ermordet. Kurz vor seinem Tod hinterließ er eine Sterbenachricht mithilfe seiner Computertastatur. Auf dem Computerbildschirm wird JUN angezeigt. Der Privatdetektiv Kogoro Mori versucht den Fall zu lösen und überführt Mina Kurokawa, wird aber schnell von Conan betäubt. Mithilfe seines Stimmenverzerrers (eine als Fliege getarnter Apparat) imitiert er die Stimme von Kogoro Mori und löst den Fall als schlafender Kogoro.
So bittet er Kommissar Megure darum, sich die Leiche einmal genauer anzusehen. Einzig und allein am kleinen Finger der rechten Hand befindet sich Blut, sodass die Nachricht mit diesem geschrieben werden musste. Wenn man die Tasten für JUN eingibt, rutscht der kleine Finger automatisch auf die Tasten Ki, Mu und Ro. Die linke Umschalttaste drückte Kurokawa mit dem Finger der rechten Hand, obwohl dies nicht üblich ist. Jedoch war es so, dass das Opfer Daizo Kurokawa einen Schlag auf den Hinterkopf und einen weitern von der rechten Seite, der ihn auf den Boden riss, bekam. Das Opfer gelang es, die Tastatur zu Boden fallen zu lassen, da die Tastatur neben ihm auf dem Boden lag. Kurz vor seinem Tod tippte er mit seinem Finger die drei Tasten im Glauben, mit japanischen Schriftzeichen zu tippen. Wäre die Taste nicht gedrückt worden, stände somit Manami auf dem Monitor; der Name der Haushälterin. Der „Schlafende Kogoro“ bittet das Hausmädchen ihre Pantoffeln auszuziehen, an ihren Socken sind Blutspuren zu finden. Die wahre Mörderin war also das Hausmädchen Manami Nakazawa.
Tage später, liest sich Conan die ihm, als Shinichi, zugestellte Post durch. Dabei stößt er auf einen Brief von Teiji Moriya, einem berühmten Architekten, der Shinichi zu einer Gartenparty einlädt. Da Shinichi nicht als er selbst zur Party gehen kann, bittet er seine Freundin Ran Mori darum, für ihn einzuspringen. Ran nimmt dies unter der Bedingung, dass die beiden am 3. Mai gemeinsam ins Kino gehen. Ran, Kogoro und Conan entdecken in Moriyas Garten, dass dieser sein Garten nach englischem Vorbild symmetrisch aufgebaut hat.
Der Besitzer stößt hinzu und lädt die anderen in den Garten hinter sein Haus, wo er allen Anwesenden mit einem Rätsel aufwartet. Da Conan es lösen kann, darf er mit Ran in Moriyas Galerie und sich Bilder von dessen Arbeiten ansehen. Ran ist begeistert von den Gebäuden, die alle symmetrisch aufgebaut sind, und erzählt Moriya beim Anblick des Baker City Buildings von ihrem baldigen Kinobesuch mit Shinichi. Sie will Shinichi zu seinem Geburtstag ein Poloshirt in seiner Lieblingsfarbe rot kaufen.
Wieder beim Professor, sieht Conan im Fernsehen eine Nachricht über den Diebstahl von Sprengstoff. Daraufhin klingelt das Telefon und der Anrufer verlangt nach Shinichi. Conan nimmt den Anruf mit seinem Stimmenverzerrer entgegen und erfährt, dass sein Gesprächspartner, der seine Stimme ebenfalls verzerrt, den Sprengstoff stahl. Der Unbekannte verlangt nach Shinichis Handynummer, die Conan ihm nach kurzer Zeit des Zögerns gibt. Daraufhin bekommt er die Anweisung, in den Park zu gehen, da ansonsten Kinder dort sterben würden. Conan macht sich auf den Weg und findet Ayumi Yoshida, Mitsuhiko Tsuburaya und Genta Kojima mit einem Flugzeug spielend vor. Er muss feststellen, dass sich etwas am Flugzeugrumpf befindet und die drei erzählen, dass sie das Flugzeug von einem Fremden geschenkt bekommen haben, woraufhin Conan ihnen offenbart, dass an ihrem Spielzeug eine Bombe befestigt sei. Vor Schreck fällt ihnen die Fernbedienung herunter. Conan schießt das Flugzeug mit seinen Powerkickboots ab und bringt den Sprengsatz so zur Explosion.
Der Unbekannte ruft daraufhin erneut an. Er gibt sich schockiert darüber, dass ein kleiner Junge den Fall an Shinichis Stelle löst. Er scheint Conan zu beobachten und gibt ihm den Hinweis, dass sich eine weitere Bombe unter einem Baum befindet. Wenn er sie nicht schnell genug finde, würde vielleicht jemand die um 13 Uhr explodierende Bombe an sich nehmen.
Die zweite Bombe explodiert
Conan begibt sich zu dem vom Unbekannten genannten Ort und sucht nach der Bombe. Er entdeckt sie in einem Tragekorb einer Katze, der von einer alten Frau mitgenommen wird. Sie steigt in ein Taxi und nimmt so die Bombe mit sich. Mit seinem solarangetriebenen Skateboard verfolgt er das Taxi, muss jedoch aufgrund von Beschädigungen an seinem Gefährt auf ein Fahrrad umsteigen, das er sich von einem Jungen ausleiht. Nachdem er das Taxi stoppen konnte, nimmt er die Bombe an sich und fährt sie zu einem Abhang, wo sie daraufhin explodiert.
Conan befindet sich aufgrund des eingeatmeten Qualms im Krankenhaus, wo er wieder einen Anruf über sein Handy erhält. Der Bombenleger gibt an, fünf Bomben auf der Strecke der Tokioter U-Bahn platziert zu haben, die explodieren, sobald sich die Geschwindigkeit eines Zuges unter 60 Kilometer pro Stunde bewege.
Zunächst lässt man alle Züge weiterfahren, während die Polizei mit Conans Hilfe die Bomben ausfindig macht. Die Züge werden auf andere Schienen umgeleitet und können dort zum Stehen kommen, während die Bomben auf den Gleisen von Polizisten entschärft werden.
Drei Bomben detonieren
Shinichi bemerkt, dass die Brücke und das Haus der Kurokawas zu den von Teiji Moriya entworfenen Gebäuden gehört. Er verdächtigt den Architekten selber als Bombenleger, da er bei der Party angab, den jüngeren Architekten fehle der Sinn für Ästhetik. Als sich Conan wieder zu den anderen begibt und die Beweise zeigt, ist Moriya als Täter überführt, sodass Shiratori ihn auf Megures Befehl festnimmt.
Moriya erklärt jedoch, dass seine Anschläge noch nicht vorbei seien. Er hat im Baker City Building einige Bomben angebracht. Extra für Shinichi hat er drei Minuten mehr Zeit für die Entschärfung gelassen.
Die ersten Bomben explodieren bereits nach einigen Sekunden und versperren die Ausgänge des Gebäudes, in dem sich auch Ran Mori befindet. Conan schafft es, in das Baker City Building zu gelangen. Er bleibt vor der Notausgangstür stehen und ruft Ran über die Rezeption an. Er spricht als Shinichi mit ihr und bittet sie nach Bomben Ausschau zu halten, woraufhin sie gleich eine in einer Einkaufstüte findet.
Conan gibt Ran als Shinichi Anweisungen zum Entschärfen der Bombe.
Nachdem Ran bereits alle bekannten Kabel durchgeschnitten hat, steht sie vor einem Rätsel: Es gibt sowohl einen blauen als auch einen roten Draht, die beide nicht im Bauplan der Bomben enthalten sind, den Conan Moriya entnahm. Da Conan selber nicht weiß, welcher der richtige ist, überlässt er Ran die Wahl. Er erinnert sich an das Gespräch zwischen ihr und Moriya, woraufhin er Ran den Hinweis geben will, das rote Kabel nicht durchzuschneiden. Aufgrund herunterfallender Trümmer kann sie ihn allerdings nicht mehr hören.
Ran setzt an das rote Kabel an, und der Film färbt sich schwarzweiß. Sie schneidet das Kabel durch und nichts passiert. Als sich das Bild wieder färbt, sieht man, dass Ran doch das blaue Kabel durchgeschnitten hatte. Das rote Kabel war die Falle, die Moriya eingebaut hatte, da er wusste, dass Rans und Shinichis Lieblingsfarbe rot war.
Als Conan Ran etwas später fragt, warum sie das rote Kabel nicht durchgeschnitten habe, antwortet Ran, dass sie den roten Faden, der sie womöglich mit Shinichi verbindet, nicht trennen wollte.

## Synchronisation
Die deutsche Synchronfassung wurde vom Berliner Synchronstudio TV+Synchron GmbH produziert. Das Dialogbuch wurde von Ulrike Lau geschrieben, welche ebenfalls die Synchronregie übernahm.
| Figur                         | Japanischer Sprecher (Seiyū) | Deutscher Sprecher   |
| ----------------------------- | ---------------------------- | -------------------- |
| Conan Edogawa                 | Minami Takayama              | Tobias Müller        |
| Shin’ichi Kudō (Stimme)       | Kappei Yamaguchi             | Tobias Müller        |
| Ran Mōri                      | Wakana Yamazaki              | Giuliana Jakobeit    |
| Kogorō Mōri                   | Akira Kamiya                 | Jörg Hengstler       |
| Ayumi Yoshida                 | Yukiko Iwai                  | Julia Meynen         |
| Mitsuhiko Tsuburaya           | Ikue Ōtani                   | Fabian Hollwitz      |
| Genta Kojima                  | Wataru Takagi                | Michael Iwannek      |
| Professor Hiroshi Agasa       | Ken’ichi Ogata               | Rüdiger Evers        |
| Sonoko Suzuki                 | Naoko Matsui                 | Julia Ziffer         |
| Kommissar Jūzō Megure         | Hirotaka Shimasawa           | Klaus-Dieter Klebsch |
| Inspektor Ninzaburō Shiratori | Kaneto Shiozawa              | Thomas Nero Wolff    |
| Teiji Moriya                  | Taro Ishida                  | Helmut Gauss         |
| Daisuke Kurokawa              | Yamaji Kazuhiro              | Jaron Löwenberg      |
| Mina Kurokawa                 | Tomoko Miyadera              | Ulrike Lau           |
| Manami Nakazawa               | Kayoko Fujii                 | Sabine Winterfeldt   |
| Kouhei Okamoto                | Shun Tanigawa                | Bernhard Völger      |
| Bürgermeister Okamoto         | Jin Hirao                    | Elmar Gutmann        |

## Rezeption
Zur deutschen DVD-Veröffentlichung bemerkt die Animania, dass man der Bildqualität das Alter ansieht: Kontraste sind nicht so scharf und die Farben etwas blass. Die deutsche Synchronisation sei gut und als Fazit heißt es: „kultig, gewieft, humorvoll: Detektiv Conan […] unterhält und amüsiert die ganze Familie“. Die Mangaszene bewertet den Film als einen der schlechtesten der Reihe: Identität und Motiv des Täters sind schnell offensichtlich, auch wenn der Film trotzdem noch einigermaßen spannend und kurzweilig ist.